# Visueel analoge schaal
Een Visueel Analoge-schaal, vaak afgekort als VAS, is een psychometrisch meetinstrument bestaand uit een rechte lijn met aan beide uitersten twee tegenovergestelde beweringen.
De schaal wordt regelmatig gebruikt bij het bepalen van pijnniveaus onder patiënten. Aan de linkerzijde staat in dat geval de uitspraak "geen pijn" en aan de rechterzijde "de grootst mogelijke pijn die ik me kan voorstellen". De respondent wordt gevraagd om een punt op de rechte lijn te kiezen dat overeenkomt met zijn pijnbeleving. De score wordt vervolgens bepaald door de afstand vanaf de linkerzijde met een liniaal op te meten. Deze afstand wordt vaak in millimeters gemeten, waardoor een schaal met veel antwoordcategorieën ontstaat.
Er is veel kritiek op visueel analoge schalen. Onderzoek wijst uit dat respondenten gemiddeld genomen geen feitelijk onderscheid kunnen maken tussen een groot aantal verschillende antwoordcategorieën. De keuze van de respondent voor een bepaalde afstand kan daardoor slechts ten dele verklaard worden door de onderliggende eigenschap of conditie. Een niet gering deel van de variantie bij visuele analoge-schalen betreft dan ook meetfouten die, vanwege de aard van de schaal, niet altijd direct als zodanig herkend worden.

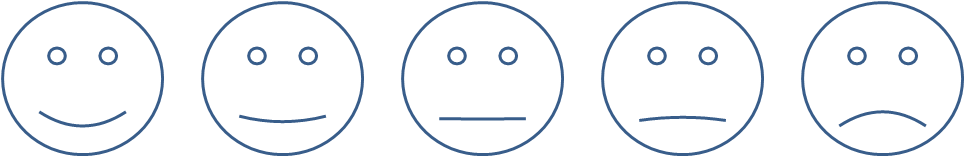
Voorbeeld van een Visueel analoge schaal met een beperkt aantal antwoordcategorieën waarbij de vraagstelling kan zijn: "Geef aan hoeveel pijn je op dit moment hebt".

Thurstoneschaal · Likertschaal · Guttmanschaal · semantisch differentiaal · Stapelschaal · Justerschaal · visueel analoge schaal